# 珠江路街道
珠江路街道，是中华人民共和国河南省洛陽市涧西区下辖的一个乡镇级行政单位。

## 行政区划
珠江路街道下辖以下地方：
石化社区、延安路社区、理工社区、春光社区和丽新社区。